# Fluide glacial
Pour la substance froide, voir Farces et attrapes.
Fluide glacial est un périodique de bande dessinée française humoristique mensuel dans lequel sont ou ont été publiées plusieurs séries du neuvième art comme Jean-Claude Tergal, Les Bidochon, Superdupont, Gai-Luron, Sœur Marie-Thérèse des Batignolles, Carmen Cru, Lucien, Litteul Kévin, Georges et Louis romanciers ou Faut pas prendre les cons pour des gens.
Fondé le 1er avril 1975 par les dessinateurs Gotlib, Alexis et par Jacques Diament, Fluide glacial tire son nom d'un article de farces et attrapes (ampoule de verre qui, une fois brisée libère un liquide que l'on peut répandre sur un siège pour glacer le postérieur de celui qui s'assied dessus). Il se démarque de l'humour franco-belge par l'influence d'Harvey Kurtzman, des Monty Python, de Tex Avery ou de Mad Magazine. Le magazine est publié par les éditions AUDIE (« Amusement Umour Dérision Ilarité Et toutes ces sortes de choses »), qui publient également les albums qui en sont issus.
Les bandes ont été publiées en noir et blanc depuis la création du magazine et ce n'est qu'en 2003 que les planches en couleurs sont apparues. L’année 2013 marque un nouveau changement avec un passage de 68 à 84 pages.

## Ligne éditoriale et contenu
Fluide glacial est un mensuel de bandes dessinées humoristiques où l'humour en question (l'« umour ») est généralement bon enfant, libéré sans être provocateur, libertaire sans être forcément politique, mais aussi absurde et décalé.
La ligne éditoriale est très différente des journaux d'humour français comme Charlie Hebdo, car principalement inspirée de l'humour anglophone, notamment Tex Avery, Mad, Robert Crumb, et les Monty Python. Les blagues sont principalement axées sur le pastiche d'œuvres nobles, la parodie de pornographie, le nonsense, et les calembours sophistiqués.
Les bandes ont été publiées en noir et blanc depuis la création du magazine. Ce n'est que fin 2003 avec la parution du no 328 que des planches en couleurs sont apparues.
En plus des bandes dessinées, le magazine édite des articles culturels, biographies d'auteurs, nouvelles et récits. Aucune publicité n'y apparaît, sinon pour le magazine lui-même, les auteurs maison, ou par « copinage ».
Parallèlement à la parution régulière et sous la férule de son rédacteur en chef en mission spéciale Bruno Léandri, paraît tous les trois mois Fluide Glacial série OR (Appelé Fluide Glacial hors-série jusqu'au numéro 18). On trouve la série Or été en juin, le série Or hiver en décembre et une série Or en septembre et une en mars. Périodiquement, des recueils de plusieurs numéros sont mis en vente, comme le Fluide glacial Deluxe dans les années 2010, compilant les trois derniers numéros, ou le Fluide Glacial Reliure, dans les années 2000, compilant les six derniers numéros.
De mars 2010 à septembre 2013 existe un hors-série nommé Fluide.G (prononcé Fluide point G), axé sur l'humour sexy et féminin[réf. nécessaire].

## Historique

### Prémices de la bande dessinée pour adulte en France
Fluide Glacial fait partie des magazines issus de l'émergence de la bande dessinée pour adulte dans les années 1970. À l'époque, l'esprit libertaire de mai 1968 pousse une génération d'auteurs à sortir des contraintes imposées par la bande dessinée pour la jeunesse. Ainsi, plusieurs auteurs de Pilote partent fonder leur propre magazine, parmi lesquels Mandryka, Bretécher et Gotlib qui fondent L'Écho des savanes en mai 1972.
L'Écho des savanes était à l'époque interdit aux mineurs. Le journal Fluide Glacial voit ses quatre premiers numéros interdits aux mineurs, mais à la suite de négociations avec la commission paritaire, il devient tout public.[réf. souhaitée]

### Création de Fluide glacial

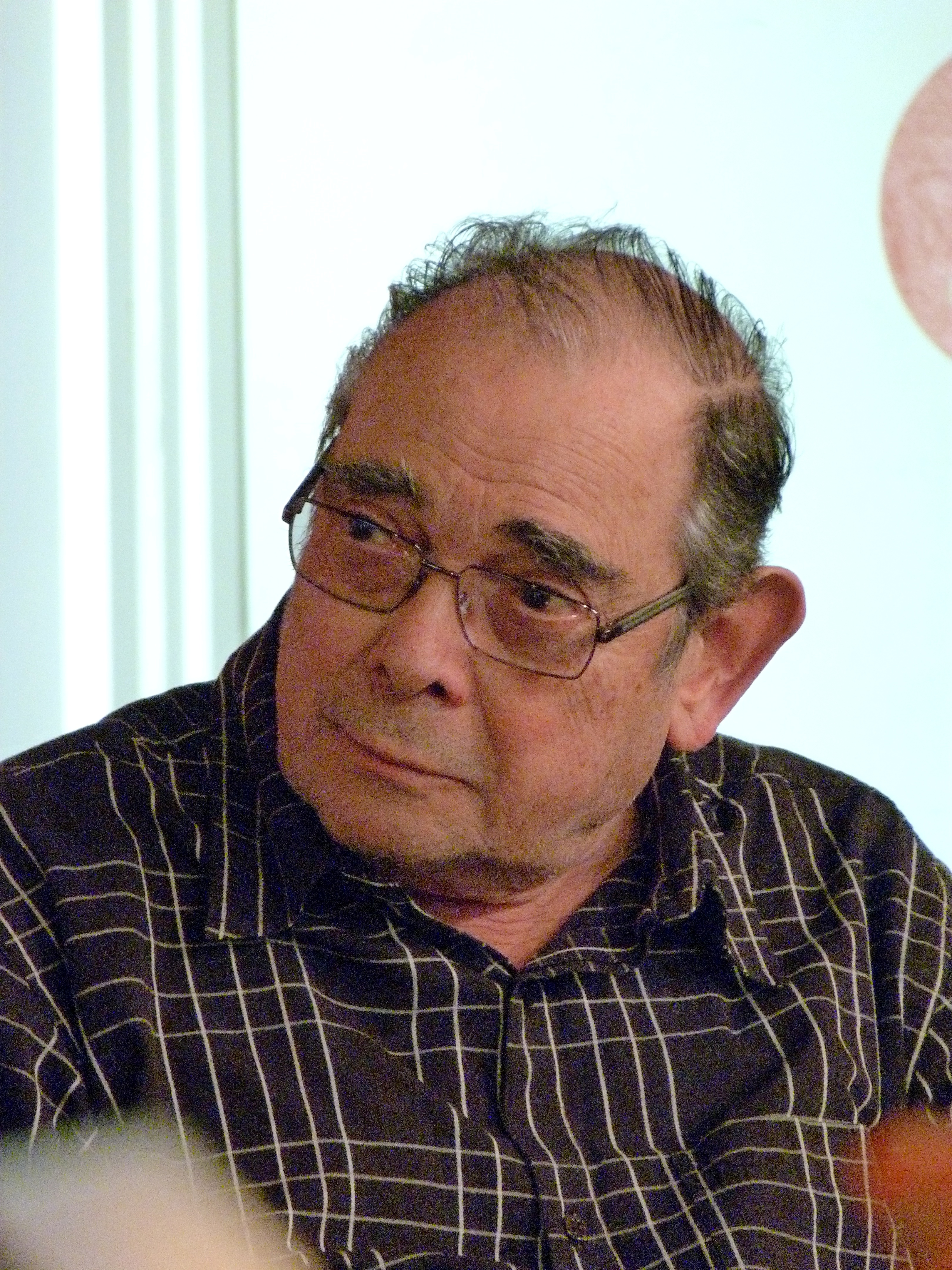
Marcel Gotlib en 2011, lors de la présentation de la bande dessinée Clopinettes à la FNAC Montparnasse.

Au bout de dix numéros de L'Écho des savanes, Gotlib quitte le journal et part fonder un nouveau magazine avec son ami d'enfance Jacques Diament et le dessinateur Alexis. Ils sont accompagnés par Solé, Forest, Masse et Lacroix. Les statuts de la société sont déposés le 1er avril 1975. Ils sont rapidement rejoints par Binet, Édika, Goossens, Masse, Maëster, Franquin et l'espagnol Carlos Giménez qui formeront la première génération d'auteurs. Inspirés par les magazines américains Mad et Zap Comics, les auteurs de Fluide Glacial cherchent à s'exprimer de manière totalement libérée.

« Avant de lancer Fluide, j'ai quitté ma maison, Pilote, pour collaborer à L'Écho des savanes, fondé par Mandryka et Bretécher. Là, j'ai fait ma crise « zizi, pipi, caca », que j'ai publiée ensuite sous le titre de Rhââ Lovely. Le problème, c'est que quand le titre a foiré au bout de 10 numéros, et que j'ai créé Fluide, les jeunes se croyaient obligés de m'envoyer des propositions avec des gros phallus et des histoires scato. Or, moi, j'en avais marre de tous ces gens en train de faire caca. J'ai appelé Binet, qui a commencé avec son chien Kador, avant d'enchaîner avec ses maîtres, Les Bidochon. J'ai récupéré aussi Édika, Goossens, cet alien de la BD, qui a trouvé le moyen de renouveler le genre avec un dessin à la limite du classique… J'ai aussi recruté Carlos Giménez, auteur espagnol, et ses Paracuellos, ces histoires de mômes dans une institution catholique sous le franquisme : dramatique, mais marrant. Mais le plus grand de tous, c'est Franquin, qui est venu avec ses Idées noires, quand il a arrêté le Trombone illustré, un supplément de Spirou. Je reconnais que j'ai toujours fait des choix très subjectifs. Mais les lecteurs me faisaient confiance. Ils appelaient Fluide « le journal de Gotlib ». »

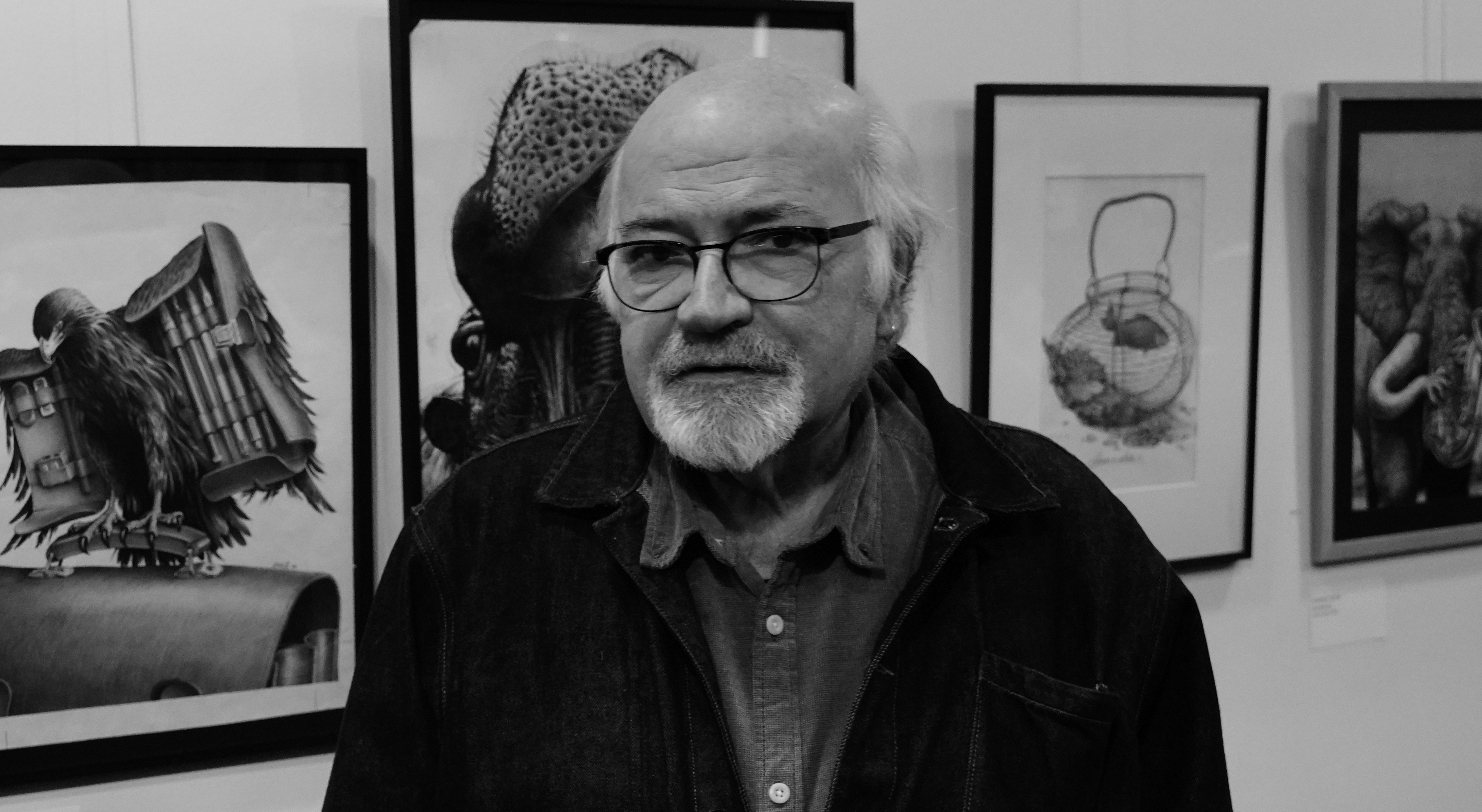
Jean Solé devant sa production en 2025.

Le magazine devient vite mensuel. Deux ans après sa création, l'un de ses fondateurs, Alexis, meurt ; son nom continue, par hommage, à être mentionné dans l'ours du journal en tant que "directeur de conscience". De 1975 à 1990, plusieurs séries devenues emblématiques de Fluide Glacial voient le jour : Les Bidochon de Binet, Superdupont de Lob et Gotlib, Carmen Cru de Lelong, Sœur Marie-Thérèse des Batignolles de Maëster et Jean-Claude Tergal de Tronchet. Fin 1979, une rubrique cinéma, le Zootrope épatant, écrite par Jean-Pierre Jeunet, est créée,. À la même période éclate une crise qui oppose plusieurs auteurs du magazine à Jacques Diament. En effet, alors que Gotlib avait décidé lors de la création du journal que chaque membre de l'équipe verrait ses pages payées au même prix, un dessinateur fit remarquer que ce dernier et Diament avaient une part de gains plus importante. Plusieurs autres en profitèrent pour demander à Diament une augmentation du prix des pages pour tous. Celui-ci refusa en objectant que cela représenterait une dépense trop importante pour le journal et n'augmenta que les dessinateurs considérés comme essentiels au magazine. Les 4 membres qui avaient mené la fronde, Boucq, Cabanes, Lucques et Gibrat, mirent alors à exécution leur menace de quitter l'équipe si leurs revendications n'étaient pas entendues et cessèrent leur collaboration avec Fluide glacial, même s'il arriva à certains d'entre eux d'y revenir plusieurs années plus tard.

### Reprise par les éditions Flammarion
En 1995, au départ à la retraite de Jacques Diament, le titre est revendu, en même temps que les éditions Audie (qui publient les albums des dessinateurs de Fluide Glacial), aux éditions Flammarion. La période 1975-1995 est retracée dans le livre de Jacques Diament Fluide Glacial, Gotlib… et moi, L'Harmattan 2010.
Fluide Glacial connaît alors plusieurs réorganisations qui entament à peine son succès, avec des tirages atteignant jusqu'à 100 000 exemplaires. Après le rachat des éditions Casterman, en 1999, Flammarion envisage un rapprochement entre ses deux éditeurs de bande dessinée avant d'être à son tour racheté par le groupe italien Rizzoli-Corriere-della Sera. Pour Fluide Glacial commence une période de doute qui se traduit par des désaccords au sein de l'équipe rédactionnelle.
En janvier 2003, le journal est marqué par la mort de l'un de ses principaux collaborateurs, Moerell. La même année, le directeur de Casterman, Louis Delas, devient directeur de Fluide Glacial, dont l’équipe rejoint les locaux de Casterman. Albert Algoud est alors nommé à la tête du magazine fondé par Gotlib et Charles-Henri Flammarion, qui est président-directeur général de Fluide Glacial, quitte le magazine. En février 2004, meurt un autre pilier du journal, Lelong.

### Fluide Glacial cherche sa voie

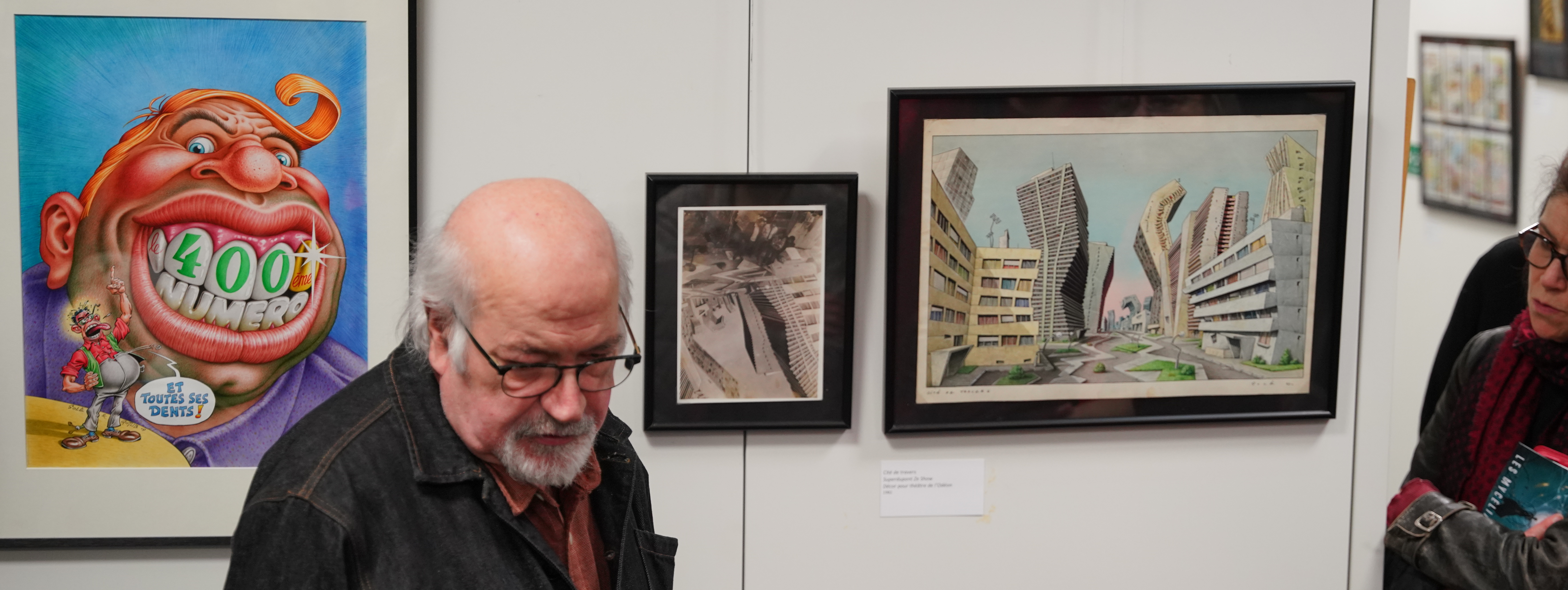
Jean Solé devant la couverture du N°400.

Pendant quelque temps, Fluide Glacial semble chercher une voie entre la bande dessinée « trash », à la Hara-Kiri, et une approche plus enfantine à la Spirou, dont l'influence sera symbolisée par l'arrivée à la tête du magazine de l'ancien rédacteur en chef du Journal de Spirou, Thierry Tinlot, qui parvient à imposer des choix éditoriaux plutôt que la cooptation des auteurs. Les ventes de Fluide Glacial restent assez hautes, s'élevant en 2005 en moyenne à 55 000 exemplaires en kiosque auxquels s'ajoutent 15 000 abonnés, contre 10 000 en 1989. En juillet 2011, Thierry Tinlot annonce une remontée des ventes à 70 000 exemplaires environ, moitié vente en kiosque, moitié abonnement et cède sa place à Christophe Goffette.

### Crise interne et changement de formule
Le rédacteur en chef Christophe Goffette apporte une orientation tournée vers la musique rock et s'attribue plusieurs pages de rédactionnel, avec des éditoriaux maladroits. Après une grave crise interne, avec notamment le licenciement du scénariste Éric Deup en janvier 2012 et la dénonciation d'une baisse de qualité par les auteurs historiques, il est démis de ses fonctions par Louis Delas après neuf mois, en février 2012, tandis que le journal connaît une vague de résiliation d'abonnements. En avril 2012, Fluide Glacial est dirigé par un comité de rédaction, jusqu'à ce que Yan Lindingre, auteur issu de ce comité, soit nommé au poste de rédacteur en chef en janvier 2013. Le numéro 449 marque un nouveau changement avec un passage de 68 à 84 pages et un prix de 4,90 euro.

### Rachat par les éditions Bamboo
En novembre 2016, les éditions Audie (et par conséquent le magazine Fluide glacial) sont rachetées par les éditions Bamboo aux éditions Flammarion qui restent actionnaire minoritaire. Marcel Gotlib meurt le 4 décembre 2016. Le journal, endeuillé, lui rend hommage par la parution d'un hors-série exceptionnel.
En avril 2018, le magazine Spirou fête ses 80 ans via le numéro 4175. Laissant sur sa faim certains lecteurs, le magazine Fluide glacial critique ouvertement le numéro spécial via son édito le traitant de « bête numéro » et « d'autres noms d'oiseaux ». La rédaction de Spirou, apparemment vexée, réagit via son édito du numéro 4179, en les accusant, entre autres, d'avoir « effectué un recyclage quasi nécrophile de ses vieux auteurs dont l'ADN avait été congelé ». Les lecteurs apprennent en septembre 2018 que « cette querelle était une blague » et que cette farce a été imaginée depuis le début, dont l'apogée est prévue avec un Spirou vs Fluide Glacial et un Fluide Glacial vs Spirou dont les deux couvertures sont signées Tebo ». Le 15 septembre, les deux rédactions, lors de la fête de la BD à Bruxelles, s'affrontent lors d'un match d'improvisation BD.
Le 27 novembre 2018, Yan Lindingre est licencié de son poste de rédacteur en chef de Fluide Glacial par Olivier Sulpice, le patron de Bamboo, et laisse la place à Jean-Christophe Delpierre, ancien rédacteur en chef de Fluide Glacial, accompagné d'un directeur éditorial Clément Argouarc’h, qui devient à son tour rédacteur en chef, en janvier 2023.

## Historique des rédacteurs en chef
Le premier rédacteur en chef est Jacques Diament puis suivent Jean-Christophe Delpierre en 1989, Ronan Lancelot en 2001, Albert Algoud en 2003, Thierry Tinlot en 2005, Christophe Goffette en 2011, Lindingre en 2012 puis à nouveau Jean-Christophe Delpierre en 2018. Depuis janvier 2023, Clément Argouarc’h est le nouveau rédacteur en chef de Fluide Glacial.

## Auteurs
Fluide glacial a publié un grand nombre d'auteurs de bande-dessinée, dont plusieurs Grands prix de la ville d'Angoulême :
- Franquin, Grand prix en 1974, qui publie chez Fluide ses Idées Noires ;
- Reiser, Grand prix en 1978, qui dessinera dans les premiers numéros du journal mais cessera vite sa collaboration à cause de l’exclusivité à Hara-Kiri, journal auquel il consacrait la majeure partie de son travail, imposée par Cavanna et le Professeur Choron ;
- Fred, Grand prix en 1980 ;
- Moebius, Grand-Prix en 1981 ;
- Claire Brétecher, Prix du 10e anniversaire en 1982 et l'une des créatrice de l'Echo des Savanes, magazine "ancêtre" de Fluide ;
- Forest, Grand prix en 1983 ;
- Jean-Claude Mézières, Grand-Prix en 1984 ;
- Lob, Grand-Prix 1986, Pétillon, Grand-prix 1989 ;
- Cabanes, Grand-prix 1990 ;
- Gotlib, fondateur du magazine et de l'Echo des Savanes, Grand-prix en 1991 ;
- Frank Margerin, Grand-prix en 1992 ;
- Mandryka, Grand-prix en 1994 et lui aussi fondateur de l'Echo des savanes ;
- Goossens, Grand-prix 1997, recruté par Gotlib;
- Boucq, Grand-prix 1998 ;
- Zep, Grand-prix en 2004 ;
- le duo Dupuy-Berberian, grands-prix en 2008 ;
- Blutch, Grand-prix en 2009 ;
- Art Spiegelman, prix Pulitzer en 1992 et Grand prix en 2011, dont un dessin traduit en français est publié dans le no 15, alors que son auteur, peu connu à l'époque, est encore présenté comme un "jeune auteur américain de bandes dessinées" dans le magazine ;
- Riad Sattouf, Grand-prix en 2023.

D'autres dessinateurs majeurs sont aussi apparus dans le magazine, parmi lesquels Cabu, Druillet ou certains dessinateurs américains de renom, comme Neal Adams qui illustre une histoire de Superdupont ou Harvey Kurtzman dont plusieurs planches et dessins furent publiés à la fin des années 1970. Le 19 juin 2005, le site Internet de Fluide dénombrait pas moins de 120 auteurs ayant laissé leur griffe dans ce magazine. La liste ne peut qu'être incomplète, puisqu'elle évolue tous les mois.

### Scénaristes
- Bernstein : est scénariste et rédacteur, il a notamment signé le scénario de Faste Foode, F.I.S.T, la bureautique des sentiments avec Ju/CDM et Space serenade sous le pseudonyme de Claude Comète.
- Gaudelette : Conseiller à la rédaction, il signait la page sommaire de chaque numéro de Fluide glacial, même si ce que l'on peut retenir de son œuvre est plutôt ses personnages généralement obèses portant des nez uniques en leur genre. Il semble passionné par les démons et les sorcières qui hantent ses planches depuis ses débuts au mensuel.
- Thiriet : scénariste de Magic Bus, auteur complet (scénarios et dessins) de Histoire de la musique en 80 tomes, auteur des chroniques biographiques Deux pages décongelées de chez Thiriet et de sa série humoristique La vie est courte.

### Chroniqueurs
- Yves Frémion : auteur important dans le journal de 1975 à 2014, il y signe différentes chroniques comme "T’ar ta lacrèm'" et son goût prononcé pour les calembours est régulièrement brocardé et crobardé par l'ensemble de la rédaction.
- Bruno Léandri : l'un des auteurs les plus importants du magazine, dans lequel il travaille depuis le début. Il rédige chaque mois une Chronique du dérisoire (publiées dans La Grande Encyclopédie du dérisoire), qu'il illustre lui-même dans un style "dessinateur amateur" assumé, ainsi qu'une nouvelle, illustrée par un auteur du journal. Il est aussi l'auteur de nombreux romans-photos, qu'il réalise avec les autres dessinateurs de Fluide.
- Pascal Fioretto : Repéré par Marcel Gotlib et Bruno Léandri, il intègre l’équipe de Fluide Glacial.

### Dessinateurs
- Alexis : Il faisait partie du premier groupe de dessinateurs travaillant au sein de Fluide. Il y travailla avec Gotlib, sur Dans la joie jusqu'au cou, et avec Jacques Lob et Solé sur Superdupont. Il fit d'autres bandes dessinées (Avatars et coquecigrues ainsi que Fantaisies solitaires) avant de mourir prématurément en 1977, date après laquelle il a été élu « directeur de conscience » du journal.
- Al Coutelis : Il dessine Bienvenue à Welcome Land, avec Didier Tronchet
- Arthur de Pins : auteur de la série Péchés Mignons.
- Binet : s'il s'est fait connaître par les aventures dessinées de Poupon la peste et du chien philosophe Kador, c'est sa série des Bidochon qui lui assurera sa notoriété au-delà du journal. Publiée à partir de 1977 dans Fluide glacial, cette caricature mordante d'un couple de Français moyens est désormais un classique de la BD (elle sera même adaptée au théâtre et au cinéma), le terme de bidochon étant même employé comme synonyme de beauf.
- Bercovici : Il dessine Magic bus avec la participation de Thiriet.
- Dominique Bertail, entré au magazine dès 2001 et dessinateur depuis 2017 du western Mondo Reverso, avec Arnaud Le Gouëfflec au scénario.
- Blutch : qui participe au magazine depuis 1988, avec notamment la série Blotch et les westerns Mademoiselle Sunnymoon, Waldo's Bar et Rancho Bravo.
- Carlos Giménez : D'origine espagnole, il est devenu un des grands auteurs de Fluide et un des grands amis de Gotlib. Auteur de bandes dessinées à succès et engagées comme Los Paracuellos, il dessine encore aujourd'hui dans le mensuel, particulièrement dans les séries Or.
- Claire Bretécher : contributrice depuis 1975, surtout comme illustratrice de rubriques rédactionnelles (L'Almanach du zouave Dupont et La Gazette de Frémion).
- Clarke a participé régulièrement au magazine entre 1998 et 2002 avec de nombreux récits courts.
- Coucho : De 1977 à 2002, les antihéros de cet auteur ont rempli les pages du magazine, avec notamment Le Banni, qui fut un grand succès d'édition. Même si son départ a été plus ou moins définitif en 2002, on peut dire qu'il a cessé d'être un mastodonte de Fluide dès 1986[25].
- Coyote : auteur de Litteul Kévin, de Diego de la S.P.A et de Carnets Intimes.
- Dupuy-Berberian, le duo a contribué au journal dès ses débuts en 1984, avec notamment la série Le Journal d'Henriette dans les années 80 puis Bienvenue à Boboland et sa suite Global Boboland (2007 à 2009).
- Édika : Caractérisé par ses histoires burlesques, absurdes et menées à un rythme effréné. Les 37 albums édités chez Fluide dont il est l'auteur, et qui le mettent, lui, sa famille et le chat Clark Gaybeul.
- Ferri, dont la première contribution à Fluide Glacial date de 1993, avec notamment la série Fables autonomes jusqu'au 1998, puis Aimé Lacapelle, depuis 1998.
- Foerster : auteur notamment de Certains l'aiment noir.
- Franquin : Lors de son court passage à Fluide, de 1977 à 1983, il aura créé les Idées noires, qui connurent un grand succès. Sur ce projet auront collaboré divers piliers de la bande dessinée comme Jean Roba, Yvan Delporte et Gotlib.
- Goossens : Peu après la création du journal, arrive ce chercheur en intelligence artificielle. Ses plus gros succès sont L'encyclopédie des bébés, La vie d'Einstein et bien sûr les aventures de ces deux personnages majeurs Georges et Louis, romanciers.
- Gotlib : Créateur de Fluide glacial, Gotlib est aussi l'un des piliers du magazine. L'auteur Manu Larcenet déclare ainsi en 2023 "Gotlib c'est mon maître, c'est notre maître à tous"[26]. Sous sa plume sont nés divers grands personnages de l'histoire du journal tels que Pervers Pépère, Gai-Luron ou encore Superdupont. Des récits de Gotlib sont fréquemment réédités dans Fluide Glacial.
- Héran : Dessinateur de presse et de bande dessinée (Pilote, L’Express, Le Canard Enchaîné, L’Événement Du Jeudi, La Grosse Bertha), il dessinera à Fluide Glacial de 1988 à 1996, d'abord avec « Les aventures du Baron Trique » puis avec la série des « Zéros » consacrée à des enseignants de lycée.
- Hugot : contributeur depuis la création du journal en 1975, il à l'origine de divers personnages comme le professeur Armstrong ou Pépé Malin.
- Jean Solé : Il a toujours suivi Gotlib, que ce soit à Pilote, à L'Écho des savanes ou encore à Fluide glacial, dont il est l'un des premiers contributeurs. Même si sa bibliographie n'est pas particulièrement prolifique, il a dessiné avec de nombreuses personnes telles que Alexis, Gotlib, Lob ou Jean-Pierre Dionnet sur des projets comme Superdupont, Pop et Rock et Colégram, Jean Cyriaque ou la Salles des machines.
- Jérôme Duveau : Il est l'auteur de Pete Best.
- Julien/CDM : Il est l'auteur de Cosmik Roger et de The Zumbies pour le dessin.
- Ersin Karabulut : auteur turc de bande dessinée.
- Lamorthe : contributeur depuis 1982, il a notamment créé le personnage de Chaponoir, dont la place habituelle est la quatrième de couverture du journal.
- Lelong : créateur du personnage de Carmen Cru, vieille femme irascible vivant dans un milieu rural.
- Libon est un collaborateur régulier au magazine depuis 2006, avec notamment les séries Hector Kanon et Petit pas pour l'homme, un croche-patte pour l'humanité.
- Maëster : entré en 1994 et découvert par Gotlib, il est entré au sein de la rédaction de Fluide Glacial en 1982. Il y inventa deux personnages majeurs du magazine, Sœur Marie-Thérèse des Batignolles et Athanagor Wurlitzer, qui sont imprégnés du passé de caricaturiste de leur auteur.
- Manu Larcenet : entré à la rédaction du journal en 1994, ses contributions (La loi des séries, Minimal, Bill Baroud, Soyons fous) ont de lui un pilier de journal. Il signe aussi la série Chez Francisque scénarisée par Lindingre.
- Mo/CDM : auteur de Geek war, What the Future ainsi que scénariste des trois petits Cochons reloaded et de Cosmik Roger.
- Moerell : auteur dans le magazine depuis 1987 jusqu'à son décès en 2003, il présentait la particularité d'être lui-même le héros de ses histoires, où les femmes ont parallèlement une grande importance.
- Pixel Vengeur : Il dessine le nouveau Gai Luron avec Gai Luron sent Que Tout Lui Echappe et Les Trois Petits Cochons Reloaded.
- Pluttark, avec les séries Libérale Attitude en 2009 et 2010, Fastefoode de 2013 à 2015 et Flic & Fun de 2013 à 2021.
- Emmanuel Reuzé commence par publier des fausses publicités en 2010 dans Fluide Glacial, puis signe des gags, des textes et des récits courts pendant plusieurs années, avant d'y publier la série Faut pas prendre les cons pour des gens.
- Riad Sattouf : entré chez Fluide Glacial en 2005 avec les aventures de son personnages Pascal Brutal.
- Terreur Graphique : est l'auteur de F.I.S.T avec Bernstein au scénario.
- Tronchet : Surtout connu pour ses personnages potaches de Jean-Claude Tergal et de Raymond Calbuth, il dessine régulièrement dans Fluide où il travaille actuellement sur la reprise d'une de ses anciennes séries : Patacrèpe et Couillalère, avec lesquels son humour noir peut se développer librement.
- Gad : il dessine les aventures de Steve, un héros psychopathe, spin-off de se série Ultimex

D'autres auteurs participent occasionnellement comme Colonnier, David Sourdrille, Étienne Lécroart, Jorge Bernstein, Laurent Houssin, Lewis Trondheim, Mario Mallais, Mario Malouin, Pochep, Pierre Place, Joseph Safieddine, Michaël Sanlaville, Stril, Yoann, Zoé et Stéphane Trapier.

## Polémiques
À la suite d'une couverture de 1989 montrant Sœur Marie-Thérèse des Batignolles avec une poupée gonflable de Jésus (no 162), le militant d'extrême droite Bernard Antony attaque le journal mais perd le procès.
La couverture de Fluide Glacial de février 2015 avait été jugée indécente par un journal de la presse officielle chinoise dans un contexte de critiques sur la liberté d'expression et en plein mouvement « Je suis Charlie ». Un porte-parole du ministère chinois des Affaires étrangères a appelé tous les pays à faire preuve d'un esprit d'ouverture et d'intégration, en se fondant sur le respect mutuel. Face aux réactions qu'a suscitées la couverture où l'on peut lire : « Péril jaune, et si c'était déjà trop tard ? », l'équipe de Fluide Glacial a invité les auteurs chinois présents au Festival international de la bande dessinée d'Angoulême à « boire des coups et [à] se taper la panse ensemble en rigolant ». L'invitation a été acceptée par Jin Cheng, le patron de comicfans, qui a salué Yan Lindingre, et lui a remis avec humour un magazine chinois dans lequel on peut voir les Français caricaturés.

## La communauté Fluide
En 2012, alors que Christophe Goffette est rédacteur en chef de Fluide Glacial, ses lecteurs font part de leur mécontentement et de la baisse de la qualité du magazine. Et à la suite du licenciement d'Eric Deup pour ne pas avoir respecté la ligne éditoriale de Christophe Goffette, une pétition est lancée pour demander le départ de Christophe Goffette.
Début 2020, un refinancement du magazine s'avère nécessaire à la suite de difficultés d'origines diverses : crise du COVID 19, difficultés de la presse papier, dépôt de bilan de Presstalis, qui distribue le magazine. L'opération, lancée au moment des 45 ans du magazine, prend la forme d'une campagne d'abonnements et de dons, organisée sur la plateforme Kiss Kiss Bank Bank. Son succès (1119 % de l'objectif initial atteints) témoigne de la capacité de Fluide Glacial à mobiliser son lectorat.
Pour entretenir le lien avec ce lectorat, ont été créés en novembre 2020 une rubrique "Porte ouverte à toutes les fenêtres" puis en 2021 une lettre d'information « un mardi chez Fluide », donnant des nouvelles du magazine.